# Cucullia glogeri
Cucullia glogeri är en fjärilsart som beskrevs av Köhler 1952. Cucullia glogeri ingår i släktet Cucullia och familjen nattflyn. Inga underarter finns listade i Catalogue of Life.